# Clarholz
Clarholz (auch als Klarholz) ist ein Ortsteil der Gemeinde Herzebrock-Clarholz im Kreis Gütersloh, Nordrhein-Westfalen.

## Geschichte
Clarholz wurde um 1082 in der älteren Herzebrocker Heberolle als „Cleholta“ (Holz/Wald auf Kleieboden) erstmals erwähnt. 1133 entstand hier und im südwestlichen Nachbarort Lette ein Doppelkloster des Prämonstratenserordens. Die Kirchspiele Clarholz und Lette gehörten wie Herzebrock zur Herrschaft Rheda. Im Zuge der Säkularisierung wurde das Kloster vom Landesherrn Graf Moritz Casimir II. von Bentheim-Tecklenburg 1803 aufgelöst. Erst unter Graf Emil Friedrich wurde am 26. März 1806 ein Vertrag mit den 6 Klosterinsassen und Bediensteten zwecks Pensionen, Umzugsgeld usw. geschlossen. Nach der Mediatisierung der Herrschaft Rheda unter Napoleon war Clarholz bis 1813 Sitz einer Mairie (Bürgermeisterei) im Kanton Rheda im Großherzogtum Berg. Zu dieser Bürgermeisterei gehörte auch Lette.
Clarholz kam 1815 an Preußen und 1816 zum Kreis Wiedenbrück und bildete dort eine Gemeinde, zu der auch die Bauerschaft Heerde gehörte. Im Kreis Wiedenbrück gehörte Clarholz zunächst zum Amt Clarholz, das in den 1850er Jahren in das Amt Herzebrock eingegliedert wurde.
Am 1. Januar 1970 wurde die Gemeinde durch das Gesetz zur Neugliederung des Kreises Wiedenbrück und von Teilen des Kreises Bielefeld mit Herzebrock zu einer neuen Gemeinde Herzebrock zusammengeschlossen. Am 26. April 1985 wurde die zusammengefasste Gemeinde in Herzebrock-Clarholz umbenannt.

## Bauwerke

### Pfarrkirche St. Laurentius Clarholz

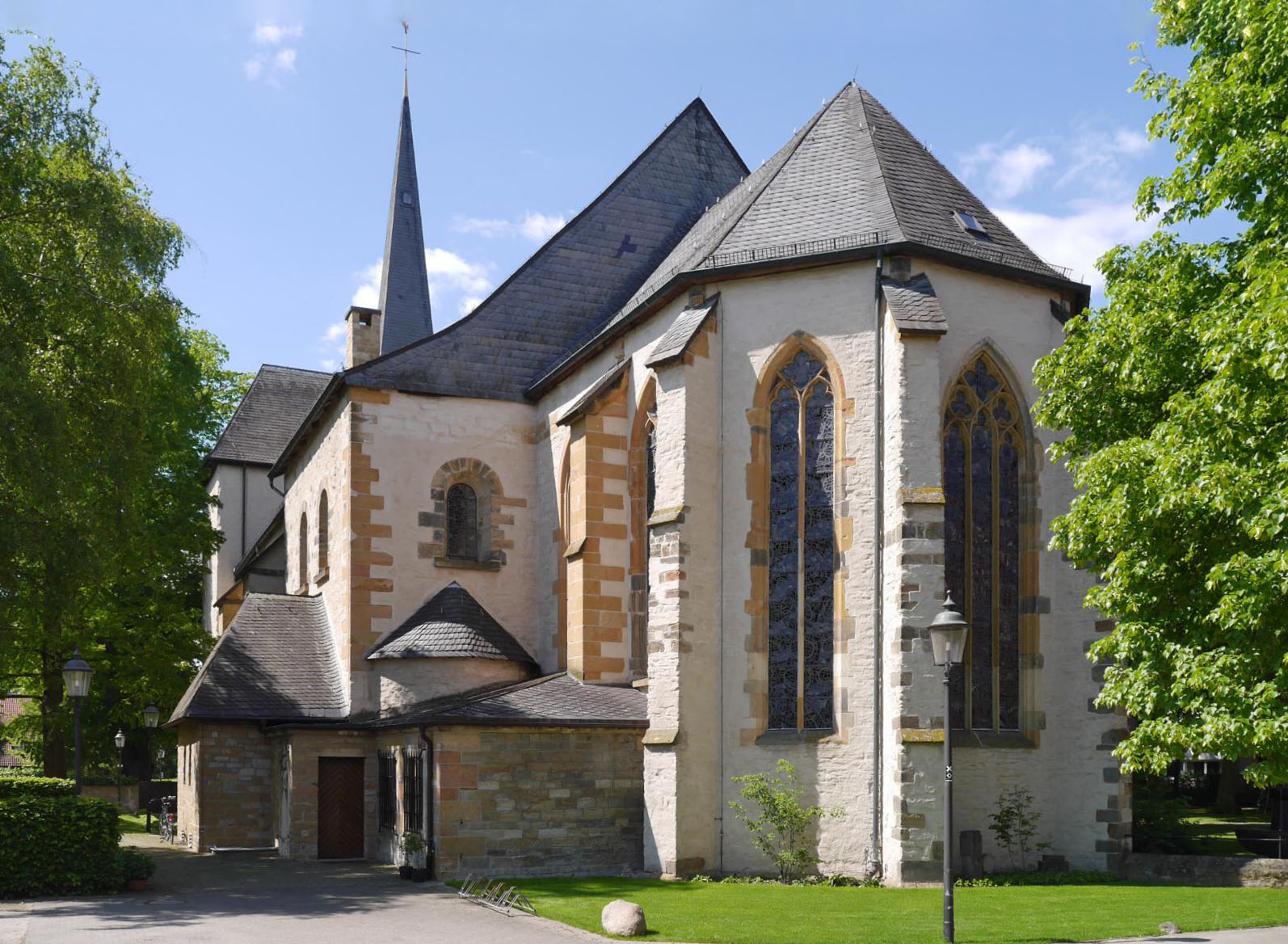
Pfarrkirche St. Laurentius in Clarholz

An den mächtigen romanischen Westriegel mit wenigen Rundbogen- und Schlitzöffnungen schloss ursprünglich eine Basilika an, von der die Apsiden der Seitenschiffe noch vorhanden sind. Im 14. Jahrhundert wurde die romanische Kirche zu einer gotischen Hallenkirche umgebaut und um den Neubau des Chores erweitert. Bemerkenswert am Außenbau ist die spätgotische Kreuzigungsgruppe aus Baumberger Sandstein. Im Innenraum sind die Gewölbemalereien zu nennen, an denen noch die Teilung in die Kloster- und Pfarrkirche ablesbar sind. Während die Ausmalung der Gewölbe in dem der Gemeinde vorbehaltenen Langhaus relativ schlicht ist, weisen Chor und Querhaus, die ausschließlich vom Konvent der Prämonstratenser genutzt wurden, eine reiche Ausmalung auf. Besonders zu erwähnen ist die Tiersymbolik im südlichen Querschiff.

### Prämonstratenserkloster Clarholz

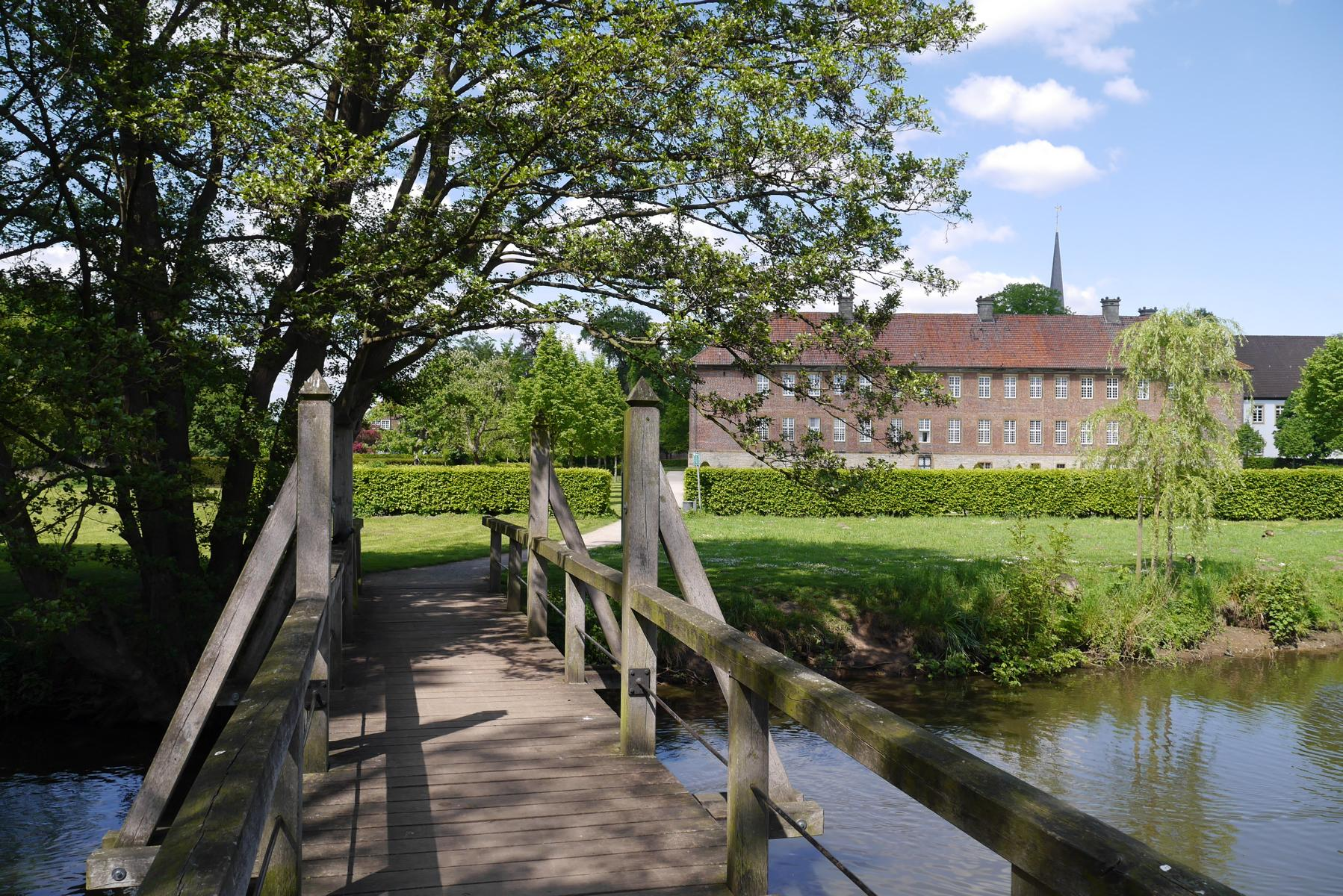
Propstei des Klosters Clarholz

Bedeutendstes Zeugnis der klösterlichen Zeit ist das von Baumeister Nikolaus Wurmstich aus Lippstadt zwischen 1705 und 1707 unter der Ägide des Propstes Elbert von Kückelsheim errichtete Propsteigebäude. Der Ziegelbau erhebt sich auf einem verputzten Sandsteingeschoss. Die Sandsteinlaibungen der Fenster und die Eckquaderungen kontrastieren mit dem Rot der Ziegel im Mauerwerk. Die drei mittleren Fensterachsen treten risalitartig hervor und werden von einem Dreiecksgiebel bekrönt. Über eine Freitreppe erreicht man das reich verzierte Portal zu dem das barocke Repräsentationsbedürfnis des Propstes dokumentierenden Gebäude.
Südlich der Pfarrkirche steht das ehemalige Konventshaus, das heute als Pfarrgemeindezentrum dient. Ebenso sind die Gebäude des Wirtschaftshofes sowie die Zehntscheune mit einer Dokumentation zur Ortsgeschichte noch erhalten.

### Kirchplatz Clarholz

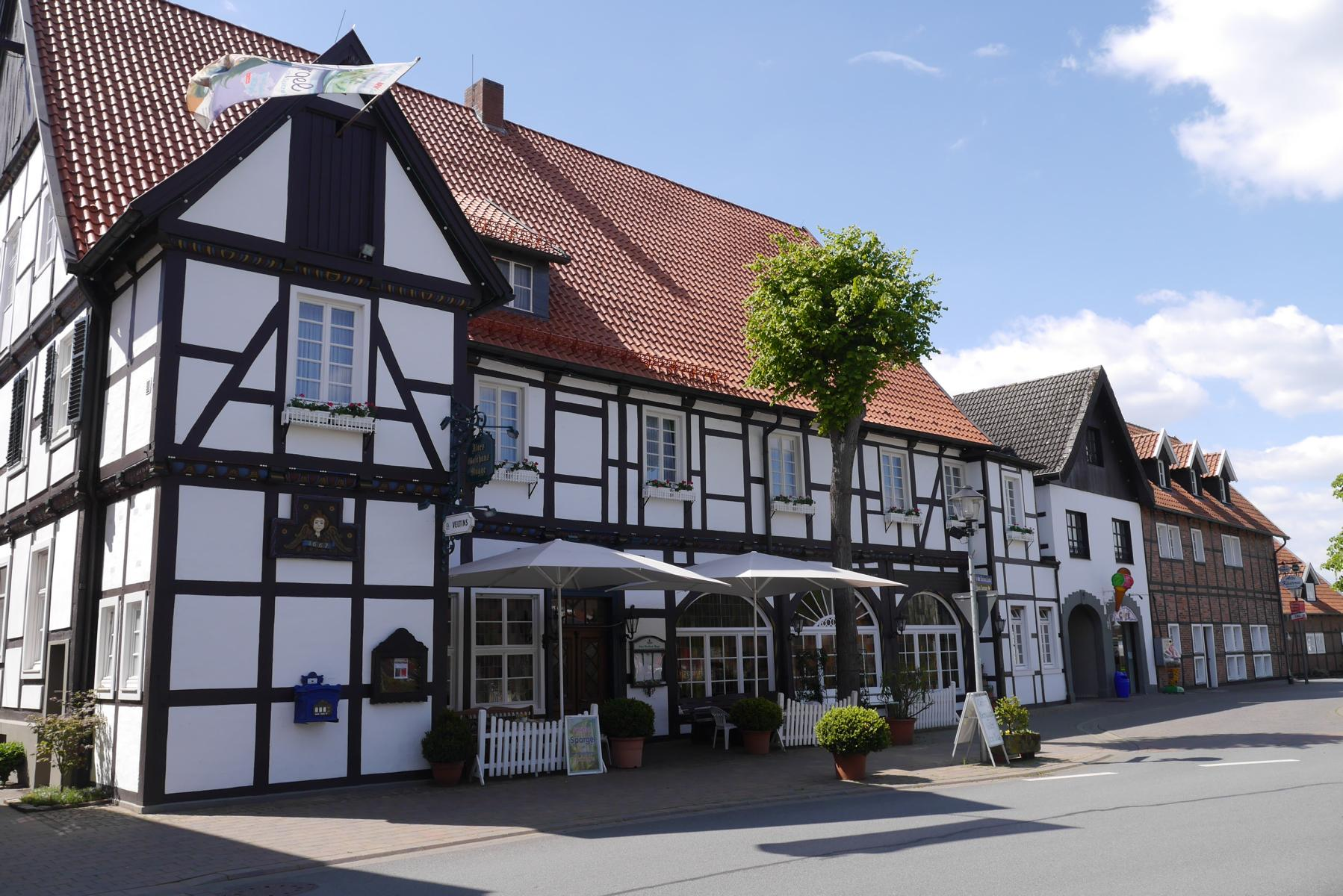
Fachwerkgebäude – An der dicken Linde. Im Vordergrund Gasthaus Rugge

Im Bereich des Kirchplatzes befinden sich noch einige ältere Wohngebäude, darunter das „Gasthaus Rugge“, ein stattlicher Fachwerkbau errichtet 1667 von Vogt Johann Niermann, und das denkmalgeschützte Haus Gildemeister-Samson. Bei Letzterem handelt es sich um einen Ziegelbau mit doppelläufiger Freitreppe, der 1843 durch den Architekten Conrad Niermann in einfachen klassizistischen Formen erbaut wurde. Das Haus gehört zum Clarholzer Klosterensemble und liegt direkt an der B 64 (Wiedenbrück – Münster). Teile der zeitgenössischen Ausstattung blieben erhalten. In den Galerieräumen des Hauses Samson befinden sich das „Wilbrand-Zimmer“ – es erinnert an den aus Clarholz stammenden Naturphilosophen, Botaniker und Mediziner Johann Bernhard Wilbrand (1779–1846) – und die ständige Ausstellung der Künstlergemeinschaft Gruppe 13 sowie eine Galerieabteilung für Gastausstellungen.

## Verkehr

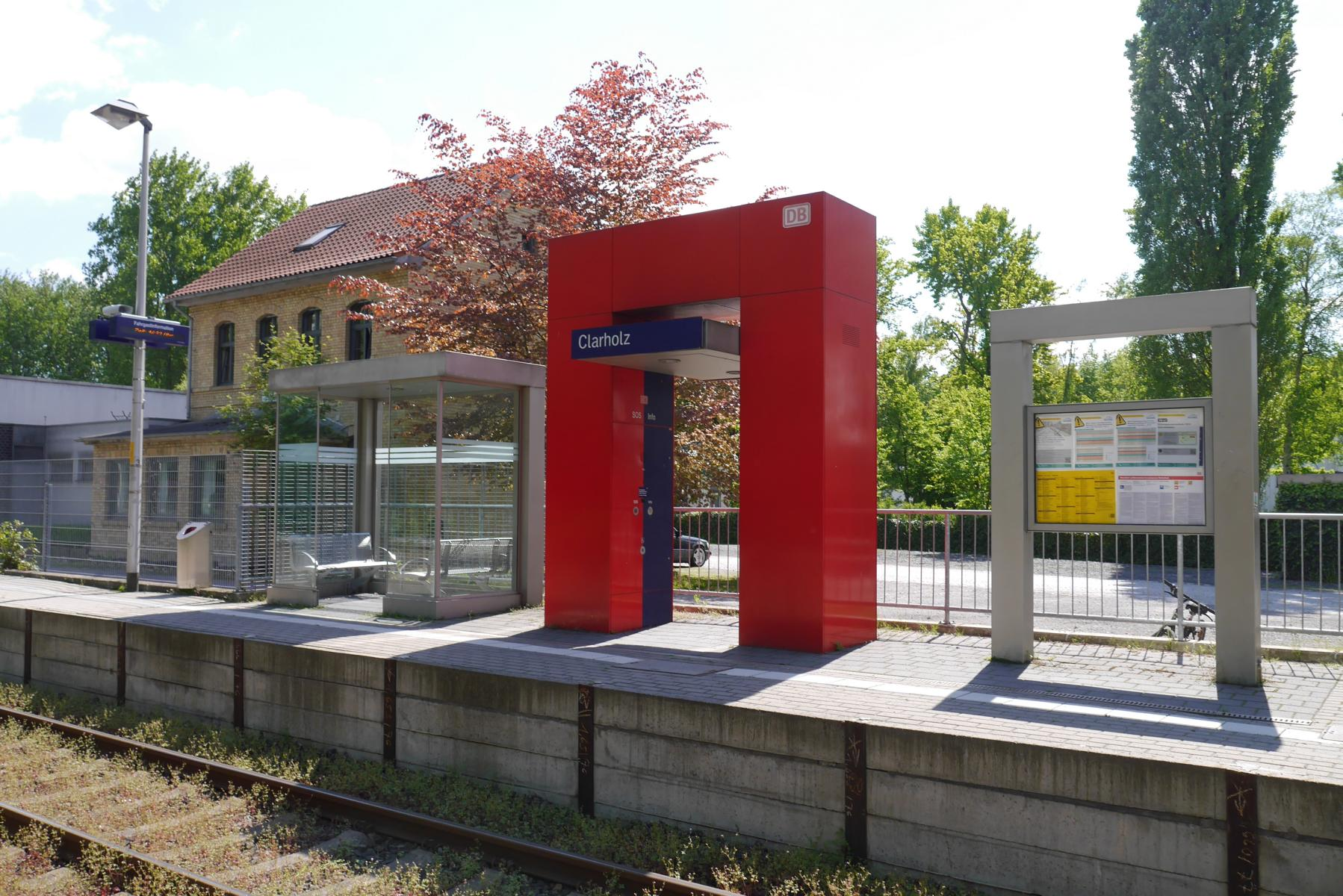
Haltepunkt Clarholz

Der Haltepunkt Clarholz liegt am Ortsrand an der Bahnstrecke Münster–Rheda-Wiedenbrück, die parallel der Bundesstraße 64 mitten durch den Ort führt. Sie wird von der Linie RB 67 bedient. Der frühere Bahnhof ist bei den Bahnanlagen weitestgehend zurückgebaut, das Bahnhofsgebäude besteht noch und wird anderweitig genutzt.
| Linie | Verlauf | Takt   |
| ----- | --- | ------ |
| RB 67 | Warendorfer Bahn: Münster (Westf) Hbf – Telgte – Warendorf-Einen-Müssingen – Warendorf – Beelen – Clarholz – Herzebrock – Rheda-Wiedenbrück – Gütersloh Hbf – Isselhorst-Avenwedde (einzelne Züge morgens an Werktagen) – Bielefeld-Brackwede – Bielefeld Hbf Stand: Fahrplanwechsel Dezember 2021 | 60 min |